# بسي نان (كرتشمبو الشمالي)
بسي نان (بالفارسية: بسی نان) هي قرية تقع في إيران في قسم كرتشمبو الشمالي الريفي. يقدر عدد سكانها بـ 71 نسمة بحسب إحصاء 2016.